# Serra de Itabaiana
A Serra de Itabaiana é o principal acidente geográfico do município de Itabaiana e consiste no segundo ponto mais alto do relevo do estado de Sergipe, com 659 metros de altitude. Está localizada entre os municípios de Itabaiana e Areia Branca. Nela, encontram-se cachoeiras e poços de águas cristalinas, como o Poço das Moças. Recentemente, a serra com parte da região circunvizinha foi elevada à Parque Nacional Serra de Itabaiana por conta de sua ampla biodiversidade preservada.
Em 25/05/25 foi descoberto, pelo projeto "Itabaiana em Retratos" (página de Instagram, focada em imagens, e resgates históricos sobre a cidade de Itabaiana) um artigo(de 06 de julho de 2020), da revista "Brazilian Journal of Geology", referente a um estudo técnico, que além de ricas informações sobre sua composição, revela a idade da "Serra de Itabaiana", Cerca de 2.831 Bilhões de anos.

## Parque nacional
No interior da Serra de Itabaiana, atualmente funciona um escritório do Instituto Brasileiro do Meio Ambiente e dos Recursos Naturais Renováveis. Sua infraestrutura permite assessorar os estudantes e pesquisadores que se dirigem ao local, com o objetivo de aprofundar seus conhecimentos sobre as potencialidades da Serra. Os funcionários estão preparados para monitorar as visitas pedagógicas exibindo vídeos, slides e mapas, além de levar os interessados a se aventurar nas trilhas naturais que permanecem inalteradas pelo homem.
A serra tem convivido ao longo dos anos com diversos problemas decorrentes do desmatamento, queimadas e depredação. A criação da Estação Ecológica da Serra de Itabaiana, em 1978, pelo Governo do Estado, e a criação do Parque Nacional da Serra de Itabaiana, em 2006, pelo Governo Federal, fez com que mais recursos financeiros pudessem ser obtidos para a constante preservação desse ecossistema.

### Acidente aéreo de 1981
Em 30 de dezembro de 1981, o avião o tipo Cessna 310 / prefixo PP-CZO pertencente à Abaete Taxi Aéreo Ltda contendo engenheiros que vistoriavam obras do Baneb no município de Pedro Alexandre colidiu com a serra às 18:15 horas da quarta-feira em virtude da péssima visibilidade do local, matando os quatro ocupantes do avião. De acordo com algumas testemunhas, o avião baixou devido à pouca visibilidade causada por nuvens e continuou rumar em direção à serra e, quando aproximou-se mais, ao que parece, o piloto percebeu que não eram apenas nuvens que se encontravam à frente e tentou subir de imediato, quando já era tarde e terminou colidindo com uma parte rochosa da serra às 18:15 horas da quarta-feira.